# Léon Verstraeten
Léon Verstraeten, né le 9 novembre 1876 à Malines et mort en 1925, est un aviateur belge.

## Biographie
Léon Verstraeten obtient la licence de pilote belge no 14 le 12 mars 1910.
Il se produit à la Grande Semaine d'aviation de Rouen du 19 au 26 juin 1910 sur un biplan Sommer. Le 25 juin, son avion s'écrase contre un hangar après l'atterrissage. En juillet, il participe au meeting de Belgique à Stockel.
Il est chef pilote de l’école Sommer à Sedan - Douzy.